# أوغور شاه أتابك
أوغور شاه (ويُعرَف كذلك بأسم أوغوز شاه) بن الشاه رستم الأول بن شاه حسين بن عز الدين محمد بن شجاع الدين محمود بن عز الدين حسين.
أتابك لورستان الواحد والعشرون من عائلة الاتابكة بني خورشيد.
والحاكم السابع من الأسرة الحسينية (أسرة عز الدين حسين أتابك).

## حياته وتوليه الحكم
كان الأمير اوغور (اوغوز) أكبر أبناء أبيه شاه رستم الأول وولي عهده.
لذلك عند وفاة شاه رستم الأول خلفه بالحكم بشكل اعتيادي أبنه اوغور شاه، الشقيق الأصغر لأوغور جيهانكير شاه أتابك لم يبد أي اعتراض أو تمرد، بل أخذ ينتظر الفرص المناسبة للإطاحة بنظام شقيقه الأكبر.

## حكمه
في عام 1533م جهز شاه فارس (الشاه طهماسب الأول) حملة عسكرية كبيرة ليصد غزوات الاوزبك وقائدهم عبيد الله الاوزبكي.

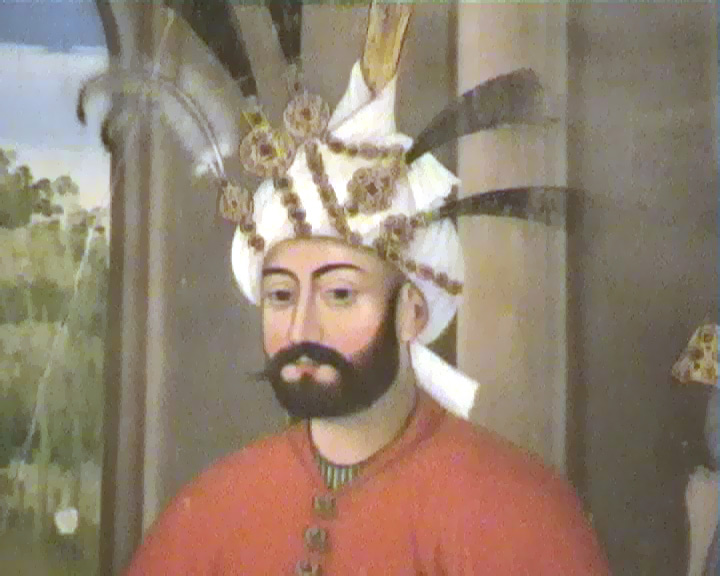
الشاه طهماسب الأول، ثاني ملوك إيران الصفوية

لذلك استنفر الشاه طهماسب جميع الجيوش والعساكر، سواء الجيوش التي تحت أمرته أو جيوش الأقاليم والدول التابعة له.
لذلك قام الاتابك اوغور شاه بتجميع العساكر اللرية وتنظيمها واتجه على رأسها إلى العاصمة الصفوية قزوين شمال إيران، ليندمج جيشه بجيوش إيران، ثم تتجه جميع القوات إلى بلاد ما وراء النهر لصد الأوزبكيين.
قبيل انطلاقه من العاصمة اللرية خرم آباد، قام اوغور شاه بتعيين شقيقه الأمير جيهانكير شاه نائباً عنه ليدير الحكم فترة غيابه عن البلاد.

## سقوطه
وصل جيش الشاه والجيوش المتحالفة معه إلى بلاد ما وراء النهر وقامت الحرب بين الدولة الصفوية والدولة الاوزبكية.
خلال فترة الحرب وفي بلاد اللور، كان نائب الأتابك وشقيقه (جيهانكير شاه) يغدق على رجال الحكومة الاتابكية الخورشيدية وكذلك رؤساء القبائل بالأموال والعطايا، وذلك لينفذ مخططه ويستميلهم إلى جانبه، وقبيل انتهاء الحرب الصفوية الأوزبكية، أعلن الأمير جيهانكير في لرستان العصيان على سلطة شقيقه الأتابك اوغور شاه، ثم أعلن خلع الأتابك اوغور شاه عن العرش وتوج نفسه حاكماً بدلاً عنه.
تزامن ذلك مع انتهاء الحرب على جبهة بلاد ما وراء النهر، وذلك بالنصر الساحق للشاه وحلفائه ضد الأوزبك، إلا أن خبر الانقلاب المؤلم اخترق مسامع اوغور شاه.
استأذن الأتابك بالانصراف واتجه مسرعاً إلى بلاد اللور ليسترد سلطته، فوصل إلى مدينة نهاوند (أطراف بلاد اللور الشمالية الشرقية)، فلم يلتحق به إلا جمع من اخلاط القوم إضافة إلى عدد محدود من عساكره وأتباعه المخلصين أما باقي القادة والرؤساء فقد التحقوا بشقيقه جيهانكير شاه أتابك.
التقى جيشا الشقيقين قرب نهاوند إلا أنه سرعان ما انكسر جيش الأتابك اوغور شاه، حتى انتهت المعركة بتشتت جيش اوغور وانتصار جيش جيهانكير.

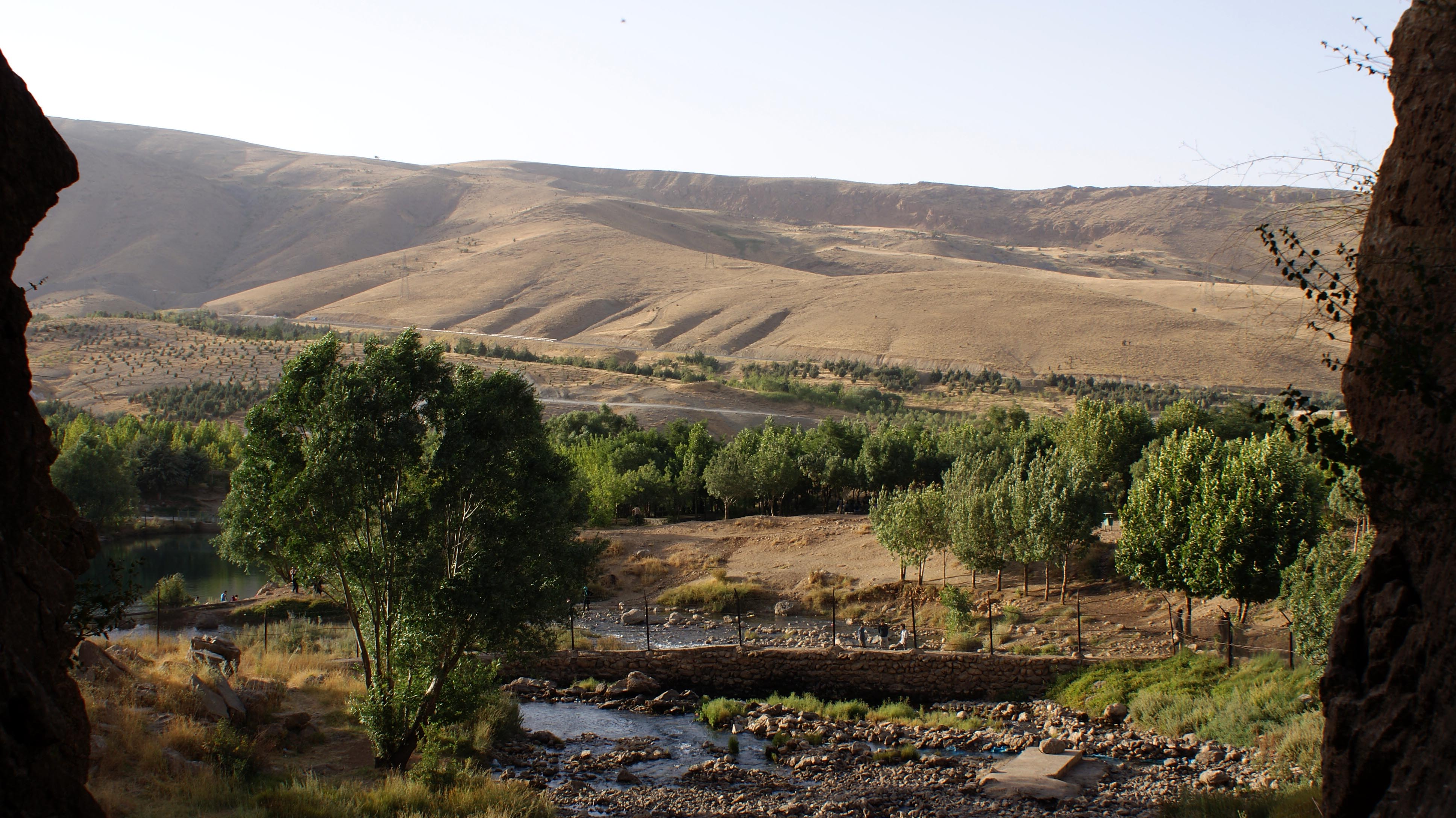
إحدى الوديان المحيطة بمدينة نهاوند التي نشبت فيها الحرب بين الاتابك اوغور شاه وشقيقه الاتابك جيهانكير شاه

أُسِر الأتابك اوغور شاه من قبل جيش جيهانكير شاه، وتم تنفيذ حكم الإعدام بحقه عام 1533م.